# Paradigm Entertainment
Paradigm Entertainment was een Amerikaans computerspelontwikkelaar gevestigd in Farmers Branch, Texas. Het bedrijf werd in 1990 opgericht als Paradigm Simulation en richtte zich initieel op 3D computersimulaties voor onder andere vliegtuigfabrikanten. Na een aantal jaar ging een deel van het bedrijf zich richten op de ontwikkeling van computerspellen voor de Nintendo 64. In maart 1997 werd de divisie gericht op de computerspelontwikkeling gescheiden van de simulatiedivisie, die een jaar daarna zou fuseren met Multigen Inc. In 2000 werd Paradigm Entertainment overgenomen door Atari, zes jaar later zou THQ eigenaar van de studio worden. Na twee jaar eigendom te zijn van THQ werd de studio in november 2008 gesloten.

## Ontwikkelde spellen
| Release | Titel                                 | Platform                                     |
| ------- | ------------------------------------- | -------------------------------------------- |
| 1996    | Pilotwings 64                         | Nintendo 64                                  |
| 1997    | Aero Fighters Assault                 | Nintendo 64                                  |
| 1998    | F-1 World Grand Prix                  | Nintendo 64                                  |
| 1999    | F-1 World Grand Prix II               | Nintendo 64                                  |
| 1999    | Beetle Adventure Racing!              | Nintendo 64                                  |
| 2000    | Indy Racing 2000                      | Nintendo 64                                  |
| 2000    | Duck Dodgers Starring Daffy Duck      | Nintendo 64                                  |
| 2001    | Spy Hunter                            | PlayStation 2                                |
| 2001    | MX Rider                              | PlayStation 2                                |
| 2002    | The Terminator: Dawn of Fate          | PlayStation 2, Xbox                          |
| 2002    | Big Air Freestyle                     | GameCube                                     |
| 2003    | Mission: Impossible – Operation Surma | GameCube, PlayStation 2, Xbox                |
| 2004    | Terminator 3: The Redemption          | GameCube, PlayStation 2, Xbox                |
| 2006    | Battlezone                            | PlayStation Portable                         |
| 2007    | Stuntman: Ignition                    | PlayStation 2, PlayStation 3, Xbox 360       |
| 2007    | Juiced 2: Hot Import Nights           | PlayStation 3, PlayStation Portable, Windows |